# Territoriale indeling van Santa Catarina

Santa Catarina

De Braziliaanse deelstaat Santa Catarina is ingedeeld in 6 mesoregio's, 20 microregio's en 293 gemeenten.

## Mesoregio Grande Florianópolis
3 microregio's, 21 gemeenten

### Florianópolis (microregio)
9 gemeenten:
Antônio Carlos -
Biguaçu -
Florianópolis -
Governador Celso Ramos -
Palhoça -
Paulo Lopes -
Santo Amaro da Imperatriz -
São José -
São Pedro de Alcântara

### Tabuleiro (microregio)
5 gemeenten:
Águas Mornas -
Alfredo Wagner -
Anitápolis -
Rancho Queimado -
São Bonifácio

### Tijucas (microregio)
7 gemeenten:
Angelina -
Canelinha -
Leoberto Leal -
Major Gercino -
Nova Trento -
São João Batista -
Tijucas

## Mesoregio Norte Catarinense
3 microregio's, 26 gemeenten

### Canoinhas (microregio)
12 gemeenten:
Bela Vista do Toldo -
Canoinhas -
Irineópolis -
Itaiópolis -
Mafra -
Major Vieira -
Monte Castelo -
Papanduva -
Porto União -
Santa Terezinha -
Timbó Grande -
Três Barras

### Joinville (microregio)
11 gemeenten:
Araquari -
Balneário Barra do Sul -
Corupá -
Garuva -
Guaramirim -
Itapoá -
Jaraguá do Sul -
Joinville -
Massaranduba -
São Francisco do Sul -
Schroeder

### São Bento do Sul (microregio)
3 gemeenten:
Campo Alegre -
Rio Negrinho -
São Bento do Sul

## Mesoregio Oeste Catarinense
5 microregio's, 118 gemeenten

### Chapecó (microregio)
38 gemeenten:
Águas de Chapecó -
Águas Frias -
Bom Jesus do Oeste -
Caibi -
Campo Erê -
Caxambu do Sul -
Chapecó -
Cordilheira Alta -
Coronel Freitas -
Cunha Porã -
Cunhataí -
Flor do Sertão -
Formosa do Sul -
Guatambu -
Iraceminha -
Irati -
Jardinópolis -
Maravilha -
Modelo -
Nova Erechim -
Nova Itaberaba -
Novo Horizonte -
Palmitos -
Pinhalzinho -
Planalto Alegre -
Quilombo -
Saltinho -
Santa Terezinha do Progresso -
Santiago do Sul -
São Bernardino -
São Carlos -
São Lourenço do Oeste -
São Miguel da Boa Vista -
Saudades -
Serra Alta -
Sul Brasil -
Tigrinhos -
União do Oeste

### Concórdia (microregio)
15 gemeenten:
Alto Bela Vista -
Arabutã -
Arvoredo -
Concórdia -
Ipira -
Ipumirim -
Irani -
Itá -
Lindóia do Sul -
Paial -
Peritiba -
Piratuba -
Presidente Castelo Branco -
Seara -
Xavantina

### Joaçaba (microregio)
27 gemeenten:
Água Doce -
Arroio Trinta -
Caçador -
Calmon -
Capinzal -
Catanduvas -
Erval Velho -
Fraiburgo -
Herval d'Oeste -
Ibiam -
Ibicaré -
Iomerê -
Jaborá -
Joaçaba -
Lacerdópolis -
Lebon Régis -
Luzerna -
Macieira -
Matos Costa -
Ouro -
Pinheiro Preto -
Rio das Antas -
Salto Veloso -
Tangará -
Treze Tílias -
Vargem Bonita -
Videira

### São Miguel do Oeste (microregio)
21 gemeenten:
Anchieta -
Bandeirante -
Barra Bonita -
Belmonte -
Descanso -
Dionísio Cerqueira -
Guaraciaba -
Guarujá do Sul -
Iporã do Oeste -
Itapiranga -
Mondaí -
Palma Sola -
Paraíso -
Princesa -
Riqueza -
Romelândia -
Santa Helena -
São João do Oeste -
São José do Cedro -
São Miguel do Oeste -
Tunápolis

### Xanxerê (microregio)
17 gemeenten:
Abelardo Luz -
Bom Jesus -
Coronel Martins -
Entre Rios -
Faxinal dos Guedes -
Galvão -
Ipuaçu -
Jupiá -
Lajeado Grande -
Marema -
Ouro Verde -
Passos Maia -
Ponte Serrada -
São Domingos -
Vargeão -
Xanxerê -
Xaxim

## Mesoregio Serrana
2 microregio's, 30 gemeenten

### Campos de Lages (microregio)
19 gemeenten:
Anita Garibaldi -
Bocaina do Sul -
Bom Jardim da Serra -
Bom Retiro -
Campo Belo do Sul -
Capão Alto -
Celso Ramos -
Cerro Negro -
Correia Pinto -
Frei Rogério -
Lages -
Otacílio Costa -
Painel -
Palmeira -
Rio Rufino -
São Joaquim -
São José do Cerrito -
Urubici -
Urupema

### Curitibanos (microregio)
11 gemeenten:
Abdon Batista -
Brunópolis -
Campos Novos -
Curitibanos -
Monte Carlo -
Ponte Alta -
Ponte Alta do Norte -
Santa Cecília -
São Cristóvão do Sul -
Vargem -
Zortéa

## Mesoregio Sul Catarinense
3 microregio's, 44 gemeenten

### Araranguá (microregio)
15 gemeenten:
Araranguá -
Balneário Arroio do Silva -
Balneário Gaivota -
Ermo -
Jacinto Machado -
Maracajá -
Meleiro -
Morro Grande -
Passo de Torres -
Praia Grande -
Santa Rosa do Sul -
São João do Sul -
Sombrio -
Timbé do Sul -
Turvo

### Criciúma (microregio)
10 gemeenten:
Cocal do Sul -
Criciúma -
Forquilhinha -
Içara -
Lauro Müller -
Morro da Fumaça -
Nova Veneza -
Siderópolis -
Treviso -
Urussanga

### Tubarão (microregio)
19 gemeenten:
Armazém -
Braço do Norte -
Capivari de Baixo -
Garopaba -
Grão Pará -
Gravatal -
Imaruí -
Imbituba -
Jaguaruna -
Laguna -
Orleans -
Pedras Grandes -
Rio Fortuna -
Sangão -
Santa Rosa de Lima -
São Ludgero -
São Martinho -
Treze de Maio -
Tubarão

## Mesoregio Vale do Itajaí
4 microregio's, 54 gemeenten

### Blumenau (microregio)
15 gemeenten:
Apiúna -
Ascurra -
Benedito Novo -
Blumenau -
Botuverá -
Brusque -
Doutor Pedrinho -
Gaspar -
Guabiruba -
Indaial -
Luiz Alves -
Pomerode -
Rio dos Cedros -
Rodeio -
Timbó

### Itajaí (microregio)
12 gemeenten:
Balneário Camboriú -
Balneário Piçarras -
Barra Velha -
Bombinhas -
Camboriú -
Ilhota -
Itajaí -
Itapema -
Navegantes -
Penha -
Porto Belo -
São João do Itaperiú

### Ituporanga (microregio)
7 gemeenten:
Agrolândia -
Atalanta -
Chapadão do Lageado -
Imbuia -
Ituporanga -
Petrolândia -
Vidal Ramos

### Rio do Sul (microregio)
20 gemeenten:
Agronômica -
Aurora -
Braço do Trombudo -
Dona Emma -
Ibirama -
José Boiteux -
Laurentino -
Lontras -
Mirim Doce -
Pouso Redondo -
Presidente Getúlio -
Presidente Nereu -
Rio do Campo -
Rio do Oeste -
Rio do Sul -
Salete -
Taió -
Trombudo Central -
Vitor Meireles -
Witmarsum
Acre · Alagoas · Amapá · Amazonas · Bahia · Ceará · Espírito Santo · Federaal District · Goiás · Maranhão · Mato Grosso · Mato Grosso do Sul · Minas Gerais · Pará · Paraíba · Paraná · Pernambuco · Piauí · Rio de Janeiro · Rio Grande do Norte · Rio Grande do Sul · Rondônia · Roraima · Santa Catarina · São Paulo · Sergipe · Tocantins